# Abayomi Owonikoko Seun
Abayomi Owonikoko Seun (ur. 13 września 1992 w Nigerii) – nigeryjski piłkarz występujący na pozycji napastnika. Posiada obywatelstwo Gruzji.

## Kariera klubowa
Karierę piłkarską rozpoczął w gruzińskim FC Gagra. W sezonie 2011/12 grał na zasadach wypożyczenia w SK Zestaponi. 31 sierpnia 2012 został wypożyczony do końca sezonu do Wołyni Łuck.

## Sukcesy i odznaczenia

### Sukcesy klubowe
- mistrz Gruzji: 2012
- zdobywca Pucharu Gruzji: 2011
- finalista Pucharu Gruzji: 2012
- zdobywca Superpucharu Gruzji: 2012